# Островське (Калінінградська область)
Островське (рос. Островское) — селище Гвардійського міського округу, Калінінградської області Росії. Входить до складу Озерковського сільського поселення.
Населення — 72 особи (2015 рік).

## Населення
| 2002 | 2010 |
| ---- | ---- |
| 119  | ↘72  |